# Vaslui (distrikt)
Vaslui er et distrikt i Moldavien i Rumænien med 455.049 (2002) indbyggere. Hovedstad er byen Vaslui.

## Byer
- Vaslui
- Bârlad
- Huşi
- Negreşti

## Kommuner
| - Albeşti - Alexandru Vlahuţă - Arsura - Băcani - Băceşti - Bălteni - Banca - Berezeni - Blăgeşti - Bogdana - Bogdăneşti - Bogdăniţa - Boţeşti - Buneşti-Avereşti - Ciocani - Codăeşti - Coroieşti - Costeşţi - Cozmeşti | - Creţeşti - Dăneşti - Deleni - Deleşti - Dimitrie Cantemir - Dodeşti - Dragomireşti - Drânceni - Duda-Epureni - Dumeşti - Epureni - Fălciu - Fereşti - Fruntişeni - Găgeşti - Gârceni - Ghergheşti - Griviţa - Hoceni | - Iana - Ibăneşti - Ivăneşti - Iveşti - Laza - Lipovăţ - Lunca Banului - Măluşteni - Micleşti - Muntenii de Jos - Muntenii de Sus - Olteneşti - Oşeşti - Pădureni - Perieni - Pochidia - Pogana - Pogoneşti - Poieneşti | - Puieşti - Pungeşti - Puşcaşi - Rafaila - Rebricea - Roşieşti - Soleşti - Stănileşti - Ştefan cel Mare - Şuletea - Tăcuta - Tanacu - Tătărăni - Todireşti - Tutova - Văleni - Vetrişoaia - Viişoara - Vinderei | - Voineşti - Vultureşti - Vutcani - Zăpodeni - Zorleni |

## Demografi
46°35′N 27°46′Ø / 46.59°N 27.77°Ø